# Tourbière et lac de Lourdes
Tourbière et lac de Lourdes este o arie protejată (sit de importanță comunitară — SCI) din Franța întinsă pe o suprafață de 73 ha, integral pe uscat.

## Localizare
Centrul sitului Tourbière et lac de Lourdes este situat la coordonatele 43°06′33″N 0°05′16″W / 43.10917°N 0.08778°V.

## Înființare
Situl Tourbière et lac de Lourdes a fost declarat arie specială de conservare în baza directivei 92/43 din 1992 referitoare la conservarea habitatelor naturale și a faunei și florei sălbatice pentru a proteja 4 specii de animale.

## Biodiversitate
Situată în ecoregiunea atlantică, aria protejată conține 7 habitate naturale: Turbării active, Mlaștini oligotrofe degradate, capabile încă de regenerare naturală, Mlaștini calcaroase cu Cladium mariscus și specii de Caricion davallianae, Mlaștini alcaline, Pajiști cu Molinia pe soluri calcaroase, turboase sau argilos-nămoloase (Molinion caeruleae), Ape puternic oligomezotrofe cu vegetație bentonică cu Chara spp., Depresiuni pe substraturi de turbă de Rhynchosporion.
La baza desemnării sitului se află mai multe specii protejate de  nevertebrate (4): croitorul mare al stejarului (Cerambyx cerdo), Coenonympha oedippus, Euplagia quadripunctaria, rădașcă (Lucanus cervus).
Pe lângă speciile protejate, pe teritoriul sitului au mai fost identificate 8 specii de plante, 5 specii de păsări, 2 specii de amfibieni, 4 specii de reptile.